# Инфрачервена космическа обсерватория
Инфрачервената космическа обсерватория (на английски: Infrared Space Observatory или (ISO)) е космическа обсерватория за улавяне на инфрачервени лъчения. Обсерваторията е разработена от Европейската космическа агенция, ДЖАКСА и НАСА.
ISO е проектирана да изследва лъчите с дължина на вълната от 2,5 до 240 микрометра. Идеята за обсерваторията се ражда още през 1979 г. Конструирана е от френската компания Aérospatiale.
Изстреляна е в космоса през ноември 1995 г. и извършва изследвания докато не ѝ свършва течният хелий през май 1998, което е с 8 месеца повече отколкото се е очаваквало.

## Научни инструменти
- инфрачервена камера – камера с висока резолюция покриваща дължина на вълната от 2,5 до 17.
- фотополариметър – засича количествата излъчена инфрачервена радиация от даден обект.
- късовълнов спектрометър – спектрометър за лъчи с дължина на вълната от 2,4 до 45
- дълговълнов спектрометър – спектрометър с дължина на вълната от 45 до 196,8.